# Модій
Модій (лат. Modius) — давньоримська міра об'єму рідин і сипких речовин. Згодом використовувалася в середньовічній арабській, грецькій, та деяких інших системах величин. 1 модій дорівнював 1/3 амфори, що еквівалентно 8,754 л. У порівнянні з грецькою мірою модій дорівнював шостій частині середньої медімни. Модій містив 16 секстаріїв, 32 геміни (лат. hemina), 64 квартаріїв (лат. qartarius), 128 ацетабулів (лат. acetabulum) та 192 кіафи (лат. cyathus).
Назва модій використовувалася для карбування монет. Імператори карбували ці монети, щоб відзначити свої заслуги перед Римом із постачанням зерна, забезпечуючи постачання з провінцій.